# Abbaye de San Giovanni in Venere
L'abbaye de San Giovanni in Venere est une ancienne abbaye bénédictine, située en Italie, dans la commune de Fossacesia (Abruzzes, province de Chieti).

## Histoire
Des découvertes archéologiques effectuées lors du pavage de la place en face de l'abbaye entre décembre 2006 et février 2007 ont mis au jour une nécropole italique datant du Ve siècle av. J.-C..
La référence à Vénus provient d'une tradition qui situe un temple païen à l'emplacement du complexe actuel (un temple, selon certains, construit en 80 av. J.-C. et dédié à Vénus Conciliatrice). Une trace de ce temple subsisterait dans le toponyme Portus Veneris, qui désignait un port situé à l'embouchure de la rivière Sangro à l'époque byzantine (c'est-à-dire jusqu'au Xe siècle). Une autre référence à Vénus est donnée par le fait que sous l'abbaye se trouve la source dite de Vénus, une fontaine romaine où, selon une tradition, jusqu'au milieu du XXe siècle, les femmes désirant concevoir un enfant venaient puiser de l'eau. Aujourd'hui, la fontaine a été restaurée et est accessible au public (mars 2023).
Le culte païen du temple a été remplacé par celui chrétien. Toujours selon la tradition, le premier noyau du monastère serait à rechercher dans un cellier (petit abri) pour des moines bénédictins, doté d'une chapelle, construit par un certain moine Martin en 543. Ce dernier aurait fait démolir le temple païen, alors abandonné, pour y construire le cellier. L'église aurait d'abord été dédiée à Saint Benoît, puis à Saint Jean-Baptiste au XIe siècle. Le premier document historique qui mentionne Sancti Johannes in foce de fluvio Sangro date cependant seulement de 829; cependant, des fouilles récentes (1998) ont mis au jour les vestiges d'un édifice de culte paléochrétien et quelques sépultures datant des VIe-VIIe siècle.
L'abbaye a certainement subi des dommages lors des invasions sarrasines et hongroises, mais grâce à la protection des comtes de Chieti, elle a constamment accru son pouvoir. La première mention de la "cella" remonte à 973. Dans ce document, où l'église est mentionnée, il est question de la donation par le comte Trasmondo Ier de Chieti de nombreux biens à l'abbaye, qui fut ainsi placée sous la protection des seigneurs des Abruzzes et obtint également la faveur papale. Vers l'année 1015, la première expansion du monastère est documentée : les comtes de Chieti Trasmondo Ier et Trasmondo II firent agrandir le cellier, le transformant en une abbaye cassinoise, et offrirent aux abbés de vastes terres et des droits de péage sur le Portus Veneris. Du premier édifice longitudinal de cette première intervention, il ne reste que le portail, réutilisé pour l'accès actuel au cloître du monastère.

Du VIIIe siècle jusqu'au milieu du XIIe siècle, le territoire fit partie du Saint Empire romain germanique et, en 1047, l'abbaye obtint la protection impériale. Vers 1060, l'abbé Oderisio Ier, craignant les incursions sarrasines mais aussi l'avancée des Normands vers le Comté de Chieti, fit fortifier le monastère du côté ouest, comme en témoigne encore au XVIIIe siècle une épigraphe contemporaine de l'œuvre, et fonda le castrum de Rocca San Giovanni. À l'occasion de cette fortification, l'ancienne source romaine fut intégrée dans le circuit des murs du monastère pour la protéger.

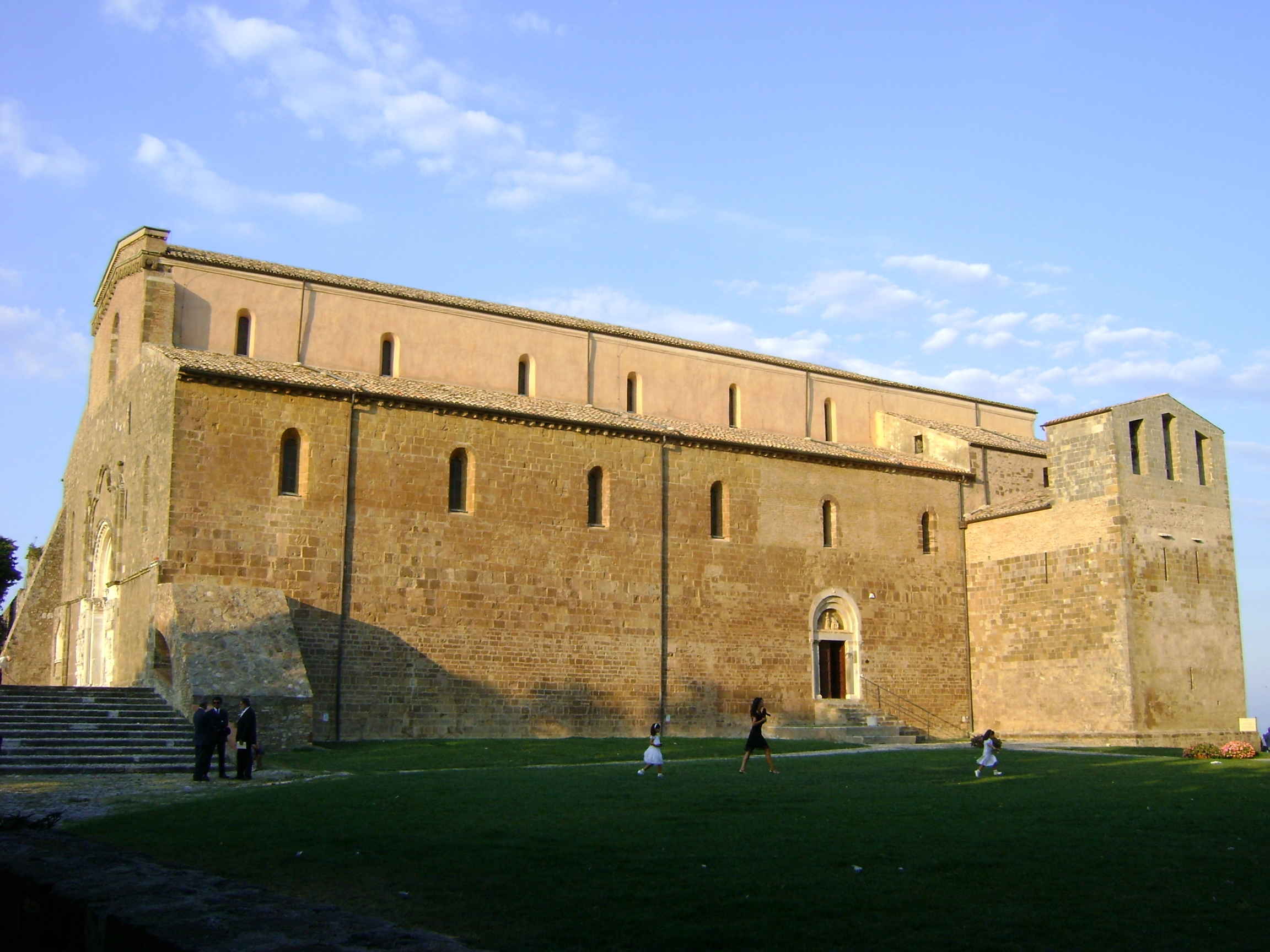
L'abbaye vue de la place devant.

Dans la seconde moitié du XIe siècle, l'abbé Oderisio Ier de Collepietro-Pagliara fit construire la tour du clocher, à laquelle on accédait depuis la crypte, et dans le sol de laquelle il fut enterré à sa mort, survenue peut-être en 1087 : la tombe fut signalée par une épitaphe en marbre encore partiellement lisible au XVIIIe siècle et entièrement transcrite par Antinori.
Le plan actuel, d'origine clairement romane, date de la période allant de 1080 à 1120. Comme d'autres abbayes bénédictines des Abruzzes (telles que San Clemente a Casauria et San Liberatore a Maiella), elle s'inspire du modèle de l'abbaye du Mont-Cassin, restaurée à cette époque par l'abbé Desiderio (le futur pape Victor III).
En 1090, l'abbé Giovanni II fit compiler un Index des églises et des biens immobiliers de l'Abbaye. Du point de vue politique, à cette époque, l'abbé de San Giovanni était le plus grand feudataire ecclésiastique du royaume de Sicile : grâce aux privilèges accordés d'abord par les seigneurs francs, puis par les Normands, l'abbaye s'était enrichie de divers fiefs le long de la côte abruzzaise et dans la vallée du Sangro. Selon le Catalogus Baronum normand (rédigé entre 1150 et 1168), elle possédait une partie des territoires des actuelles provinces de Chieti et Pescara, de Vasto à Atri, en passant par Lanciano, Ortona, Francavilla, Pescara et Penne. De plus, elle possédait de vastes propriétés dans les régions environnantes, sur un territoire allant de Ravenne jusqu'à Benevento. Le cénobite était devenu une institution sociale autant que religieuse. En cas de guerre, il était en mesure de fournir au roi 95 chevaliers et 126 fantassins armés. De plus, ses abbés ne dépendaient pas des diocèses locaux, mais avaient une dignité épiscopale : l'abbaye jouissait en effet du statut de nullius dioecesis. Le patrimoine abbatial s'enrichit encore du fief de Guasto d'Aimone (l'actuel Vasto), grâce à la bulle de 1173 de pape Alexandre III.

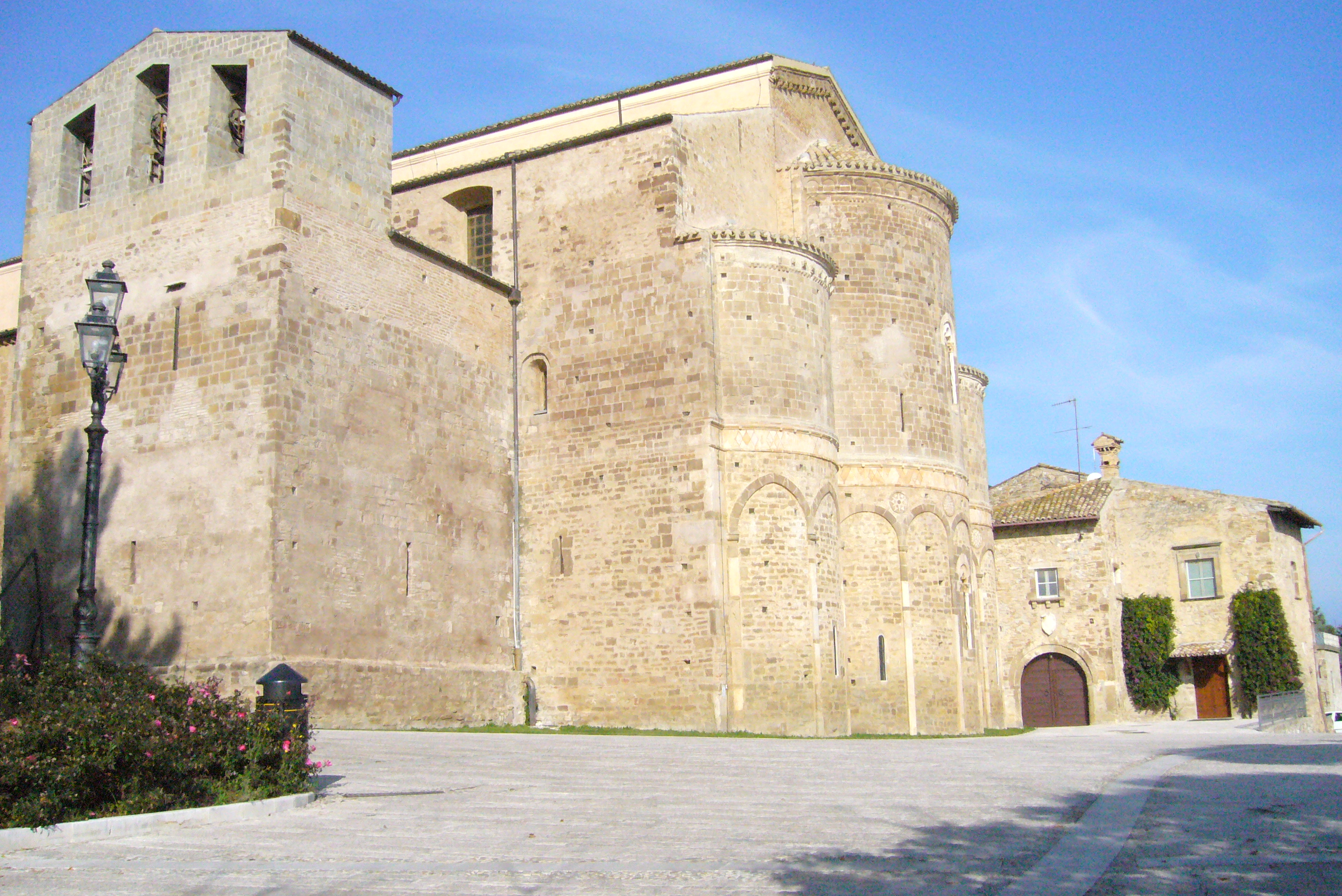
Le clocher et les absides

L'abbaye était également un centre culturel important pour la formation religieuse, au point qu'à la seconde moitié du XIe siècle, Bernard Paleara s'y retira pour mener une vie d'étude et de prière. À la mort de l'évêque de Teramo Uberto en 1116, Berardo fut exhorté par les citoyens à revenir en ville, où il devint évêque et, à sa mort en 1122, saint patron.
Au XIIe siècle, l'abbaye atteint l'apogée de sa splendeur. En 1165, peut-être à la suite d'un tremblement de terre qui a frappé l'église vers 1125, l'abbé Oderisio II de Collepietro-Pagliara a lancé les travaux pour la construction de la nouvelle église et d'un monastère beaucoup plus grand, qui se sont achevés vers 1204. La reconstruction de l'ensemble s'est réalisée sur la précédente disposition planimétrique, introduisant une méthode de construction d'origine bourguignonne cistercienne, une nouveauté dans le panorama architectural des Abruzzes, car les Cisterciens s'imposaient justement dans la première moitié du XIIIe siècle, dans la vallée de la Pescara, avec les monastères de Santa Maria de Casanova et Santa Maria d'Arabona.
Si l'église est celle que nous voyons encore aujourd'hui (bien qu'elle soit dépouillée de tableaux et de sculptures), le monastère actuel n'est qu'une petite partie de ce qu'il devait être vers 1200. Il semble qu'il abritait de façon permanente entre 80 et 120 moines bénédictins, dans une structure dotée de salles d'études, de laboratoires, d'une grande bibliothèque et d'un riche dépôt d'archives (dont les textes sont aujourd'hui conservés à Rome), de locaux pour les copistes, de deux cloîtres, d'un four, d'un dispensaire, d'étables, d'un refuge pour les pèlerins et bien d'autres installations.
D'autres travaux furent réalisés entre 1225 et 1230, lorsque l'abbé Rainaldo fit renouveler certaines parties de la décoration, comme le portail de la Lune (réalisé par un certain Rogerio sous l'abbé Oderisio, puis embelli par le groupe sculpté de la « Déisis ») et les fenêtres absidales. L'église, après d'autres travaux d'achèvement au cours du XIVe siècle, a été définitivement achevée en 1344 par l'abbé Guglielmo II.
Au XIVe siècle, l'abbaye a commencé à décliner, s'appauvrissant et se voyant obligée de vendre une grande partie de ses biens. Elle ne put plus payer les impôts à la Curie romaine et pour cette raison, à partir de 1394, elle fut soumise à des abbés commendataires, c'est-à-dire nommés par le Pape au lieu d'être élus par le Chapitre de l'abbaye.
En 1585, le pape Sixte V concéda à perpétuité l'abbaye et ce qui restait de son fief à la Congrégation de l'Oratoire de Saint Philippe Néri. En 1626, les Oratoriens cédèrent la juridiction religieuse de l'abbaye et des villages qui en dépendaient à l'archevêque de Chieti. Enfin, en 1871, le tout jeune royaume d'Italie confisqua le monastère et ses biens à la Congrégation. En 1881, l'abbaye fut déclarée monument national et confiée à la garde des mêmes Oratoriens.
Les décennies suivantes ont marqué sa progressive dégradation, causée par le manque d'entretien, par quelques tremblements de terre et, enfin, par les bombardements de la Seconde Guerre mondiale, qui n'ont endommagé que le cloître, grâce à un accord avec les Anglo-Américains qui en empêchait le bombardement total. En 1948, le monastère fut restauré. En 1954, une communauté de pères passionistes s'y est établie, prenant depuis lors en charge les travaux d'entretien. À partir des années 1950, une longue série de restaurations a restitué l'église et ce qui reste du monastère. Sa reconnaissance croissante dans les circuits culturels a contribué à faire connaître de plus en plus l'abbaye, citée également dans les revues de l'UNESCO.

## L'abbaye

### Extérieur

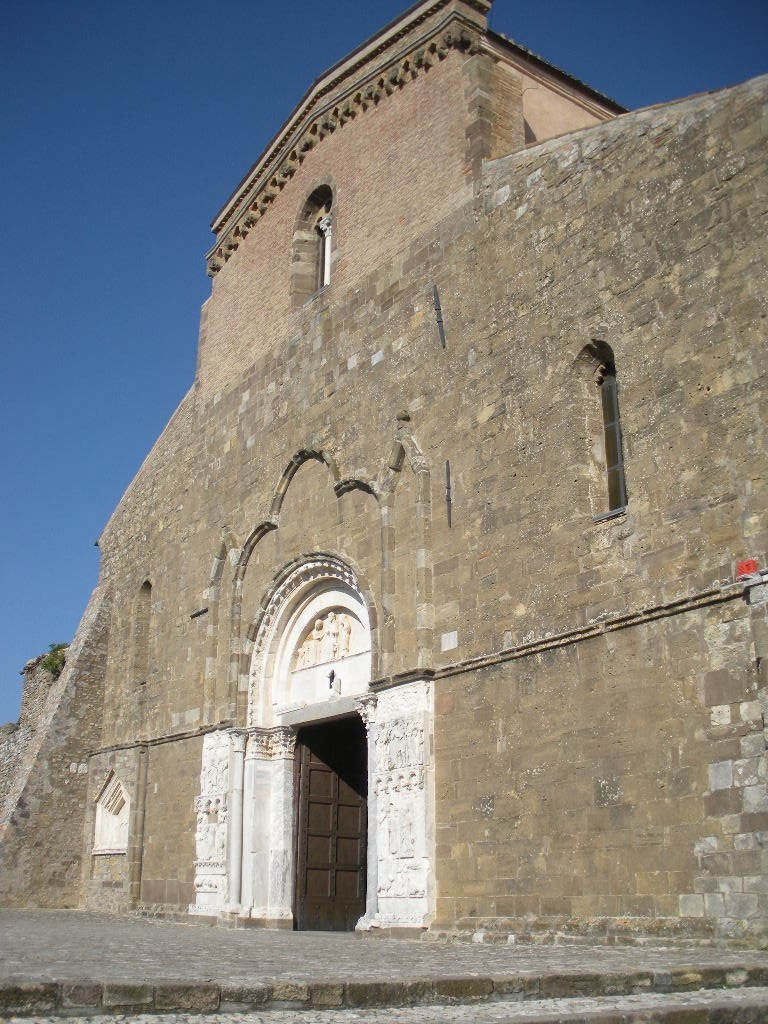
La façade avec le portail de la Lune

#### La façade
La façade principale, orientée vers l'ouest, a été réalisée entre 1225 et 1230 sous l'abbé Rainaldo, bien que la structure ait été partiellement complétée à l'époque d'Oderisio II, notamment pour les sculptures du portail de la Lune. La façade présente un couronnement à pignon, surmonté d'un tympan sous lequel se trouve une corniche en gorge, soutenue par un ordre d'arcatures polygones semi-circulaires. Une autre corniche en gorge, qui évoque les caractéristiques des bâtiments cisterciens et donc réalisée au milieu du XIIIe siècle, coupe horizontalement la façade au niveau de la ligne d'imposte de la lunette du portail. Une autre corniche, exécutée pendant la période de Rainaldo, donne au portail un couronnement trilobé avec des pinacles latéraux.
Au niveau des nefs latérales, on trouve des fenêtres polylobées, et en haut, sous le tympan central, se trouve une bifore centrale décorée d'arcatures trilobées, éclairant la nef centrale, ce qui rend la façade très similaire à celle de l'ordre mendiant des Dominicains à Teramo.
Dans la partie inférieure au nord-est se trouve le dosseret de la tombe dédiée à l'abbé Oderisio : le monument a cinq cadres décroissants à l'intérieur desquels est inséré une sorte de diptyque en marbre, contenant une inscription épigraphique commémorative, où est attesté le nom de l'exécuteur Rigerio. L'élément le plus remarquable est le grand portail de la Lune ou « des Hommes », datant de 1230, flanqué de deux hauts frises sculptées, exécutées sous le gouvernement d'Oderisio : deux grandes portes en marbre adjacentes aux colonnes. À l'intérieur, sur quatre registres superposés, alternés par un motif décoratif, sont racontées :
- L'enfance et la première maturité de Jean-Baptiste (à droite) : lecture de droite à gauche, Saint Jean enfant dans les bras de sa mère, Saint Jean adulte se séparant de sa mère, Saint Jean parmi les Pharisiens avec la Parole de Dieu entre ses mains, après avoir voyagé dans le désert. Le relief est surmonté de l'image de deux paons s'abreuvant à une amphore. À droite, un motif décoratif est visible, en dessous :
- L'imposition du nom et la circoncision de Jean-Baptiste - L'annonce de l'Ange à Zacharie, sous une corniche d'arcatures avec quatre rosaces de tradition abruzzaise;
- Daniel dans la fosse aux lions - Prophète Habacuc transporté par les cheveux par un ange.

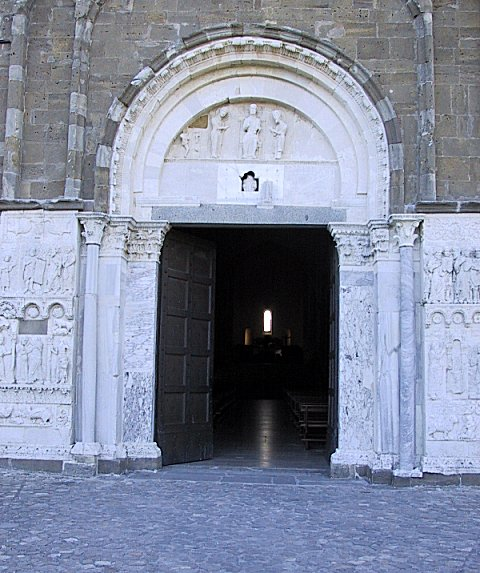
Portail dit « de la Lune »

L'Annonciation est très bien élaborée, occupant une grande partie de la porte en pierre; l'Archange est à gauche en train de se poser avec ses ailes déployées, entre lui et Marie agenouillée se trouve un petit temple, élément décoratif de la maison de la Vierge. Le prophète Habacuc est représenté selon certains schémas de l'art païen, il est au centre en prière, les deux lions sont placés latéralement avec leurs museaux tournés vers l'homme. Les museaux et les crinières sont très arrondis et présentent les caractéristiques typiques de ces bêtes dans l'art roman.
Divers chercheurs ont identifié des similitudes entre ce cycle et celui des histoires de Basilique Saint-Zénon de Vérone, il semble donc possible que le cycle de Fossacesia ait subi l'influence du roman padouan. Il s'agit du premier exemple de sculpture narrative dans les Abruzzes : à la base des deux portes, il y a une plinthe décorée de feuilles d'acanthe renversées. De chaque côté des deux grandes frises, sur les côtés du portail, sont insérées deux colonnes reposant sur des bases de style discordant. La partie supérieure est décorée de chapiteaux en forme de cloche, ornés de feuilles de style naturaliste, avec des abaci. La lunette est datée de la période de Rainaldo, qui a vu la destruction partielle des moulures précédentes pour son insertion. La lunette montre le groupe de la Déisis, le Christ en majesté entre la Vierge et le Baptiste, le principal exemple de décoration en relief du portail, après celui de San Clemente à Casauria, il se distingue surtout par l'expressivité théâtrale des visages, qui acquièrent déjà un aspect qui s'intégrera dans l'art gothique, étant désormais privés de la staticité hiératique du style roman. Il y a aussi une recherche dans la décoration des plis des vêtements, bien qu'il n'y ait pas encore une pleine maîtrise de la plasticité des volumes.
La lunette présente en haut ce groupe de Déisis, en bas, elle porte les restes d'un autre groupe sculpté, aujourd'hui réduit en morceaux, qui prévoyait à l'origine les figures de Saint Romain, dont il reste l'inscription, Saint Benoît, qui se trouve à l'intérieur d'une niche, et Saint Rainaldo, conservé en fragments. On pense que la composition d'origine a été démontée et remplacée par celle plus récente de la Déisis. Cette lunette avec celle de San Clemente a fait école dans les Abruzzes pour les futurs maîtres sculpteurs, parmi lesquels Nicola Mancino d'Ortona et Francesco Petrini de Lanciano. Le second portail latéral, "des Femmes", celui accessible depuis le jardin de l'abbaye, au bout de l'allée bordée d'arbres, est également roman, en plein cintre, représentant en relief une Vierge à l'Enfant et un ange (Gabriel?). Le groupe n'est pas du même niveau stylistique que le portail de la Lune, également parce qu'il est assez mutilé, cependant, l'artiste a essayé de donner plus d'effet plastique aux figures, il aurait été réalisé, comme le dit l'inscription, en 1204 par un certain Alessandro.

#### Façade latérale

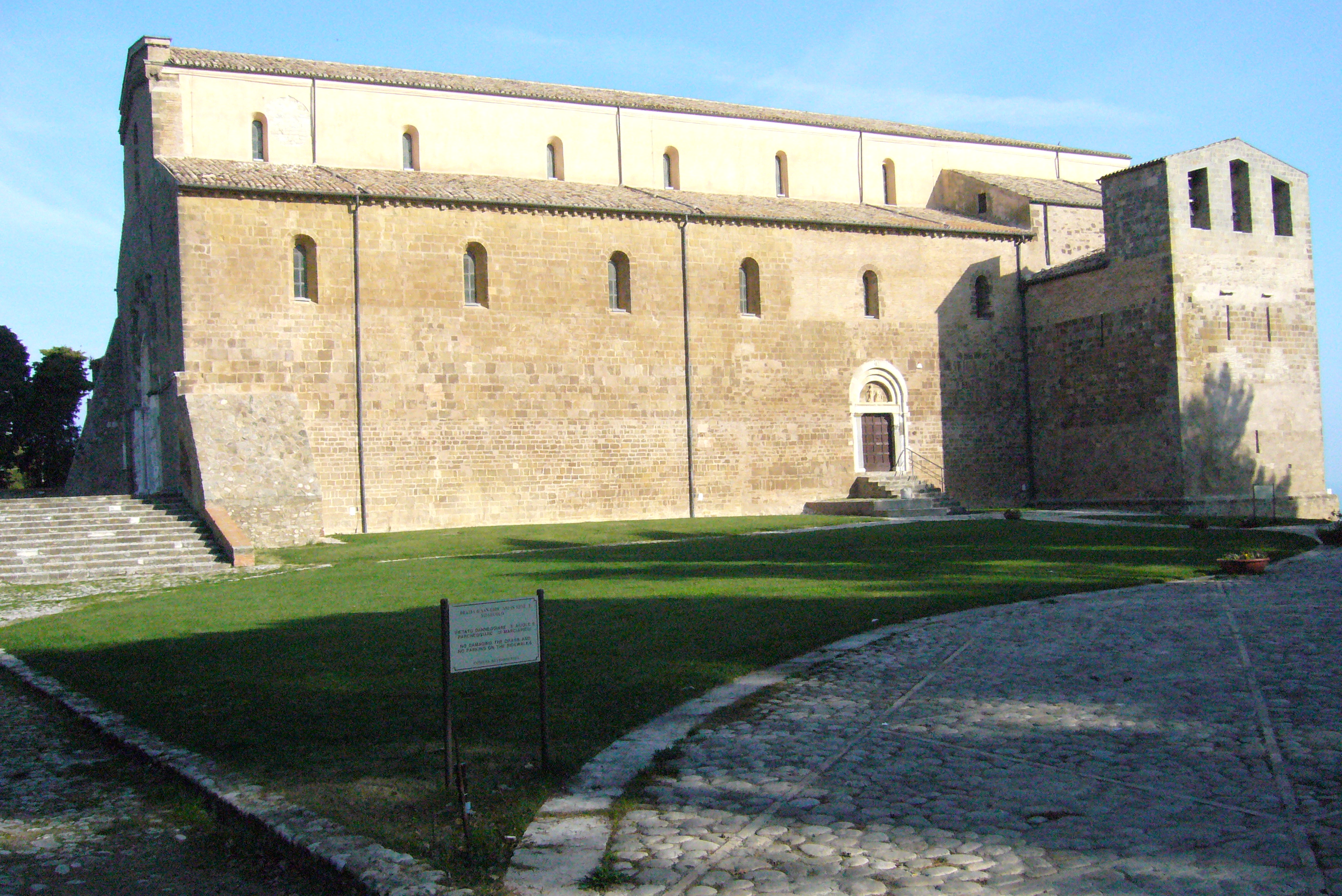
Façade latérale

La façade la mieux conservée et la plus intacte de l'extérieur de l'église, en ce qui concerne l'utilisation des matériaux, est celle au nord-est, qui présente dans la zone correspondant à la nef centrale, un appareil mural en pierres irrégulières. L'intervention a été réalisée sous le gouvernement du commendataire Latino Orsini, pour reconstruire l'abbaye après le tremblement de terre de 1456, qui avait endommagé les nefs latérales et le cloître du monastère. La section au-dessus des nefs latérales présente un motif décoratif très intéressant : une corniche en gorge court le long de tout le mur à la hauteur du plan d'imposte des arcs des fenêtres. De chaque côté des fenêtres, la corniche soutient de fines colonnettes qui atteignent l'élégant couronnement constitué d'une série de modillons décorés qui supportent des arcatures suspendues, à l'intérieur desquelles sont sculptées des fleurs, des étoiles, des croix.
Les ouvertures dans les murs de la nef centrale sont des monoforae, caractérisées par un simple arc ébrasé ; les décorations murales sont lacunaires sur la façade sud-ouest, peut-être en raison du fait que cette partie a été endommagée par le tremblement de terre de 1456. Ce tremblement de terre a également dû endommager l'ancienne tour-clocher rectangulaire, dont la base reste intacte, ainsi que le corps central. La partie supérieure avec les trois arcs pour les cloches a été réalisée après la Seconde Guerre mondiale, déjà avant, comme le montrent des photographies historiques, le clocher avait été arrangé avec la décoration d'une seule petite voile.

#### Absides

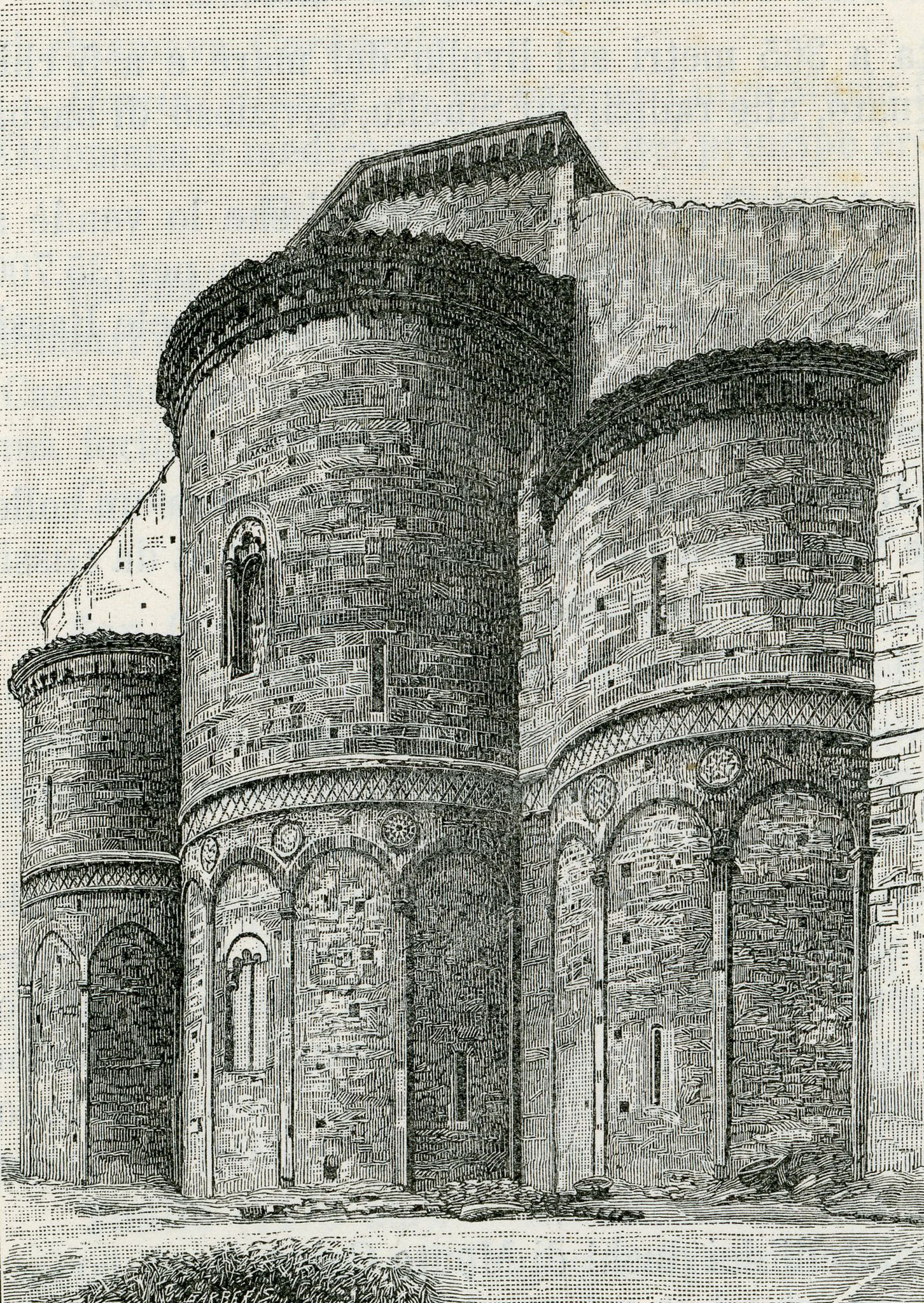
Gravure des absides en 1898

À l'arrière de la basilique, tournées vers la mer, se trouvent trois absides, une pour chaque nef. Divers éléments stylistiques les caractérisent : méridionaux siciliens, roman lombards, bourguignons cisterciens. La base présente une succession de fines lésènes, soutenant des arcades aveugles. Celles correspondant à la nef centrale et à la nef gauche sont en plein cintre, et se distinguent par la présence, à l'intérieur des espaces convexes, de médaillons polychromes avec divers motifs géométriques en étoile.
L'articulation de la façade de ces trois absides est typique des constructions préromanes. Des comparaisons ont été faites par les critiques avec les absides de la cathédrale de Monreale ainsi qu'avec les exemples campaniens de la cathédrale de Casertavecchia, en particulier pour ce qui concerne l'influence clairement méridionale de la partie médiane des trois absides de Fossacesia. L'abside ouest se distingue par l'absence de rosaces et la forme différente des arcades, en ogive plutôt qu'en plein cintre ; cela pourrait être dû non pas à un changement de registre stylistique, mais à une reconstruction hâtive après un effondrement dû à un tremblement de terre. La maçonnerie de la base est irrégulière, et elle est séparée du mur supérieur par une bande marcapiano en pierre, décorée de mosaïques en losange. La bande est finalement surmontée d'une corniche en saillie.
Cette partie décorative de style normand sicilien est certainement attribuable à la période d'Oderisio II, lorsque les Normands étaient devenus les seigneurs des Abruzzes et, compte tenu de l'importance du monastère, il est fort probable que des artisans de Palerme, nouvelle capitale du royaume de Naples, aient été appelés. Une série de meurtrières s'ouvre sur les trois absides, avec deux dans les absides latérales, une en bas et une au niveau supérieur ; dans l'abside centrale, il y en a 4, 2 près de la base et 2 au-dessus. D'autres ouvertures dans l'abside centrale sont des fenêtres en plein cintre décorées d'un arc trilobé en marbre blanc, soutenu par des colonnes torses avec des chapiteaux feuillagés, contenant de petites figures humaines. Ces absides furent donc complétées vers 1225. Les cylindres supérieurs sont couronnés d'une corniche composée d'une bande d'arceaux, eux-mêmes surmontés d'une séquence de dents. Au sommet des pentes du toit, à la hauteur de la nef centrale, se trouve une seconde corniche d'origine bourguignonne, rappelant celle placée sur le flanc nord de l'église.

### Intérieur

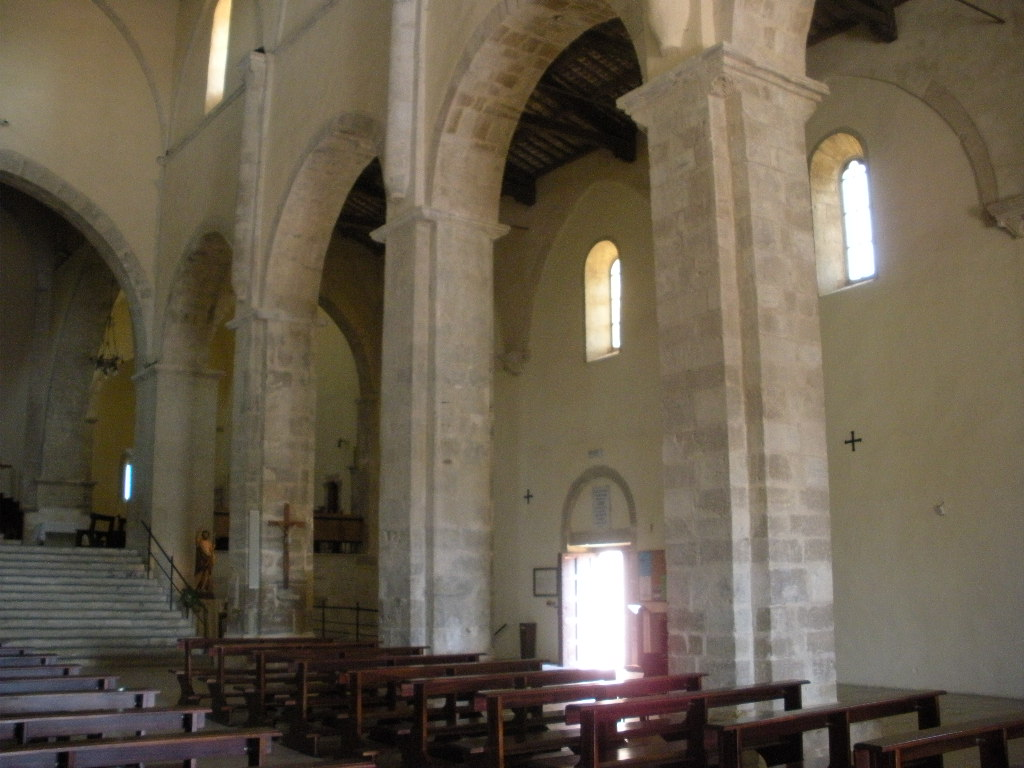
Nef droite

La configuration du plan intérieur, avec l'absence de transept saillant et la succession d'arcs sur des piliers, montre une influence de l'abbaye romane de Montecassino, telle qu'elle avait été configurée sous le gouvernement de Desiderio. San Giovanni in Venere est organisée selon un espace longitudinal très large, dicté par les besoins religieux, divisé en trois nefs par des piliers, dont l'utilisation à la place des colonnes reflète un choix commun à de nombreuses églises bénédictines des Abruzzes, comme San Clemente a Casauria, répondant à la fois à des critères esthétiques, visant à créer un effet plastique, et à des exigences de sécurité en raison de la sismicité des divers territoires de la région, y compris la vallée de Sangro.
L'abbaye n'utilise pas de piliers à section horizontale carrée, comme par exemple à San Clemente a Casauria, préférant une section en croix, comme cela a également été fait pour la fabrique de San Pelino à Corfinio. Les piliers présentent des bases moulurées avec des tore, scotie et listel articulés différemment.
La même subdivision se retrouve dans les décorations des chapiteaux, qui présentent diverses solutions tant pour l'ornementation que pour le raccordement aux piliers. Certains chapiteaux sont à dentelures, torsades et listels, éléments typiques bénédictins ; à San Giovanni, ils sont cependant rendus de manière plus simplifiée par rapport à San Liberatore à Maiella. Cela peut être considéré comme un élément en faveur de l'organisation planimétrique voulue par Desiderio pour les monastères bénédictins dépendant de Montecassino. À noter également la présence d'arcs en plein cintre dans la nef droite et d'arcs en ogive dans la nef gauche ; ceux-ci sont à double archivolte, une solution qui s'est répandue dans les Abruzzes à la fin du XIIe siècle, comme à San Clemente a Casauria.
Pour maintenir l'homogénéité, la double archivolte n'a été insérée que du côté de la nef interne et non vers la centrale, où des arcs en plein cintre étaient prévus. Dans la nef centrale, au-dessus des corniches des piliers, on observe des demi-colonnes suspendues sur des "culots", un élément typique bourguignon, révélant l'intervention d'artisans cisterciens ; cependant, leur emplacement est inhabituel, car dans les exemples français, ils sont toujours situés en dessous des corniches du premier ordre de demi-piliers.
Un exemple similaire se trouve dans la église Santa Maria Maggiore de Lanciano, où seulement deux demi-colonnes sont insérées au-dessus des corniches du premier ordre, soutenant l'arc triomphal de l'autel. Les demi-colonnes de Fossacesia se terminent par des chapiteaux modestes par rapport à la structure de la travée par rapport à l'église de Lanciano, certains avec un relief accentué de feuillage. D'origine bourguignonne est également la corniche fine qui court le long des murs de la nef centrale, ne s'interrompant que sur celui occupé par l'arc triomphal. Les fenêtres sont presque toutes des fenêtres en plein cintre, insérées sur les côtés dans des arcades aveugles reposant sur des chapiteaux en console. Les nefs étaient voûtées, comme en témoigne une relation du cadastre de 1655, cependant, elles se sont effondrées, soit à cause de l'incendie provoqué par les Turcs en 1566, soit à la suite d'un événement sismique qui a frappé la vallée de Sangro au début du XVIIIe siècle.
Elles ont été remplacées par des charpentes en bois, surélevées au niveau du presbytère en 1627, décorées de petites plaques avec des motifs géométriques triangulaires dans les nefs latérales, tandis que dans la nef centrale, il y a des motifs végétaux ; le transept est surélevé par rapport au corps principal, auquel il est relié par un escalier, aussi large que la nef centrale, à travers un arc de triomphe s'ouvrant au niveau du premier ordre. Deux arcs en ogive divisent l'espace en trois parties, chacune aussi large que l'une des trois nefs. Au-dessus des arcs sont posées deux voûtes en croisée d'ogives, dont la forme rappelle celle de Santa Maria Maggiore de Lanciano, des croisées simples couvrent les zones latérales des absides mineures.
Le grand dénivelé entre les nefs et le transept s'explique par la présence d'une grande crypte, l'une des plus grandes des abbayes des Abruzzes.

### Crypte

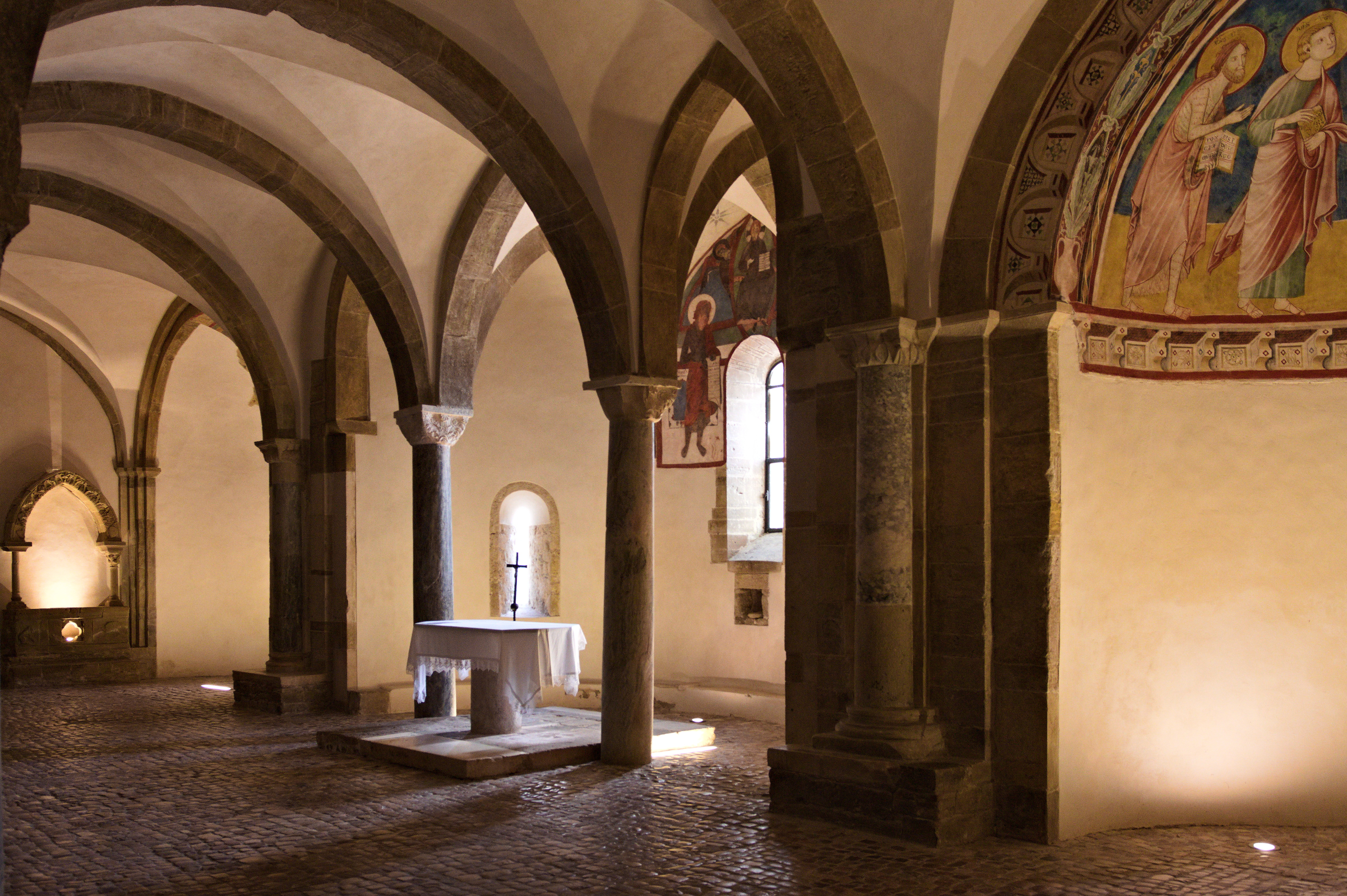
La crypte ornée de fresques

Il semble qu'il s'agisse du vestige de l'abbaye d'origine, construite sur le plan circulaire du temple de Vénus, puis modifiée avec les trois grandes absides. Le plan est rectangulaire avec des absides, cinq nefs longitudinales et deux transversales ; quatre colonnes divisent l'espace en 10 travées marquées par des arcades en plein cintre et en arc brisé. Les 6 travées longitudinales avec l'abside centrale sont couvertes de voûtes d'arêtes en arc brisé, tandis que les 4 restantes ont des voûtes d'arêtes en plein cintre. À l'intérieur, à l'exception des parties des absides latérales, un banc d'environ 30 cm de haut parcourt l'espace, un élément fréquent dans les cryptes bénédictines. Du banc émanent des bases sur lesquelles reposent des demi-colonnes, reliées à la séquence des arcades. Les quatre colonnes centrales, dont trois contiennent des éléments réutilisés du temple de Vénus, ont des fûts en marbre cipollino foncé, un matériau également utilisé pour la réalisation de trois des demi-colonnes adossées aux murs. Les colonnes étaient beaucoup plus hautes et ont été coupées pour les ramener au même niveau, avec l'ajout de socles, d'abacs et de chapiteaux de différentes tailles.
Ainsi, le matériel réutilisé du temple païen était employé à des fins économiques, mais aussi pour « reconvertir » l'espace païen au culte catholique. De part et d'autre de l'autel, deux colonnes sans bases soutiennent les arcs triomphaux. Les lignes des arcs et des colonnes suggèrent une exécution probablement hâtive, comme le montrent également les coupes et la réutilisation de stèles avec des inscriptions romaines de l'ancien temple, placées au hasard entre les murs. Adossé au mur est (à gauche), se trouve le monument funéraire du comte Trasmondo II de Chieti, datant de la fin du XIIe siècle, de style roman tardif, décoré d'un arc en ogive orné de motifs floraux et végétaux.
Cependant, le monument est assez petit, et on pense qu'il était peut-être à l'origine un reliquaire, qui aurait conservé les restes de Trasmondo peu après sa mort.

#### Les fresques
La décoration des fresques est intéressante, il y en a 5 appartenant à différentes époques. La plus ancienne est celle de l'abside centrale, datant du XIIe siècle ou réalisée vers 1230 : elle représente l'image du Christ dans une ellipse verticale, bénissant d'une main, et tenant l'Évangile de l'autre ; il est flanqué de Saint Jean-Baptiste à gauche et de Saint Benoît à droite ; à ses pieds se trouve un moine nommé Provenzanus. À droite, on voit la figure de la Vierge assise avec l'Enfant, avec à ses pieds l'archange Michel et Saint Nicolas de Bari ; la fresque date de la fin du XIIIe siècle, avec des caractéristiques telles que la figure semi-hiératique regardant le spectateur, la tête ronde à gauche de la composition, et l'Enfant décalé à droite, avec une tête ronde et proéminente semblable à celle de la Mère, dont le regard reflète encore quelques influences byzantines. En bas à gauche, le moine Augustin est représenté.
Dans l'abside latérale gauche se trouve le Christ en trône avec Saint Vite et Saint Philippe, tandis que dans l'abside droite, le Christ en trône avec les Saints Jean-Baptiste et Évangéliste, ainsi que les Saints Pierre et Paul. Bien que présentant diverses différences, ces fresques peuvent être attribuées au même milieu culturel romano-toscane et datées de la fin du XIIIe siècle. Dans la figure du Christ entre Saint Vite et Saint Philippe, on observe des traits presque giottesques dans la réalisation du visage, tandis que la fresque la plus célèbre et monumentale du Christ assis en trône sur un coussin, entre les deux saints Jean et les Princes de l'Église, présente des éléments typiques de la peinture toscane en ce qui concerne la décoration de l'environnement et la finesse du trône. Les deux Jean sont identifiés par leur nom, tandis que Saint Pierre est représenté avec les clés, et Saint Paul, dégarni, brandit une épée.

### Le monastère

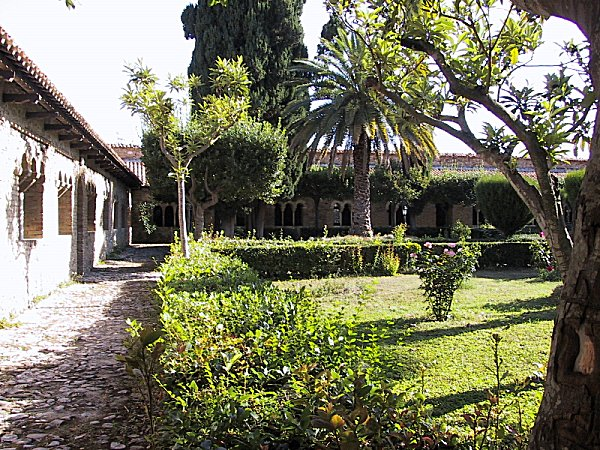
Le cloître

Il reste des traces du monastère originel dans la zone du couvent actuel (sur le versant oriental, près du clocher intérieur) : il s'agissait d'une structure rectangulaire allongée, sur quatre niveaux, avec un accès surélevé, refaite et restaurée à l'époque de la Renaissance. C'est à l'abbé Oderisio II que l'on doit le cloître du XIIIe siècle, qui s'étendait sur trois côtés (en grande partie reconstruit dans la première moitié du XXe siècle) avec des trifores ornées de colonnettes en marbre et d'un abac à volute. Sur les trois côtés se développaient le complexe résidentiel et productif bénédictin du XIIIe siècle, dont l'actuelle zone conventuelle et une partie du secteur nord, plus proche de l'entrée de l'église, avec des meurtrières étroites (archères), sont encore visibles.
Depuis le second portail, celui de l'abbé Oderisio, qui présente des motifs animaliers caractéristiques de l'époque franco-normande, on accède au cloître carré à arcades, avec une série d'arcades en plein cintre. L'intérieur du cloître a été embelli de diverses plantes et d'un chemin en croix qui se termine au centre par une statue en fer du Christ en croix. En raison de l'abandon du monastère au XVIIIe siècle, de nombreuses colonnettes et chapiteaux composites romans ont été détruits ou volés, et remplacés par de modestes restaurations en pierre. En sortant par le portail d'Oderisio, on trouve à droite une petite niche avec deux arcs en plein cintre, et un sarcophage recomposé, constitué de divers matériaux, avec une inscription dédicatoire de 1948, année de la restauration. Il y a ensuite la maison de l'abbé avec quelques armoiries et frises accrochées aux murs, puis le début du portique, où l'on trouve divers éléments de l'ancien temple de Vénus, mis au jour lors des fouilles, dont une grande colonne en marbre conservée dans sa longueur réelle. Enfin, une stèle avec une inscription gothique du XIVe siècle.
L'abbaye possédait également un point de défense, le village de Rocca San Giovanni, non loin de Fossacesia, construit pour protéger l'abbaye. Certains souterrains laissent penser qu'il existait un passage souterrain d'au moins 5 km, reliant l'abbaye directement à la Rocca, permettant à la communauté bénédictine de Fossacesia de se mettre à l'abri en cas de menace militaire. Avec les bombardements de la Seconde Guerre mondiale, de nombreuses parties du tunnel se sont effondrées.

### Jardin belvédère et Fontaine de Vénus

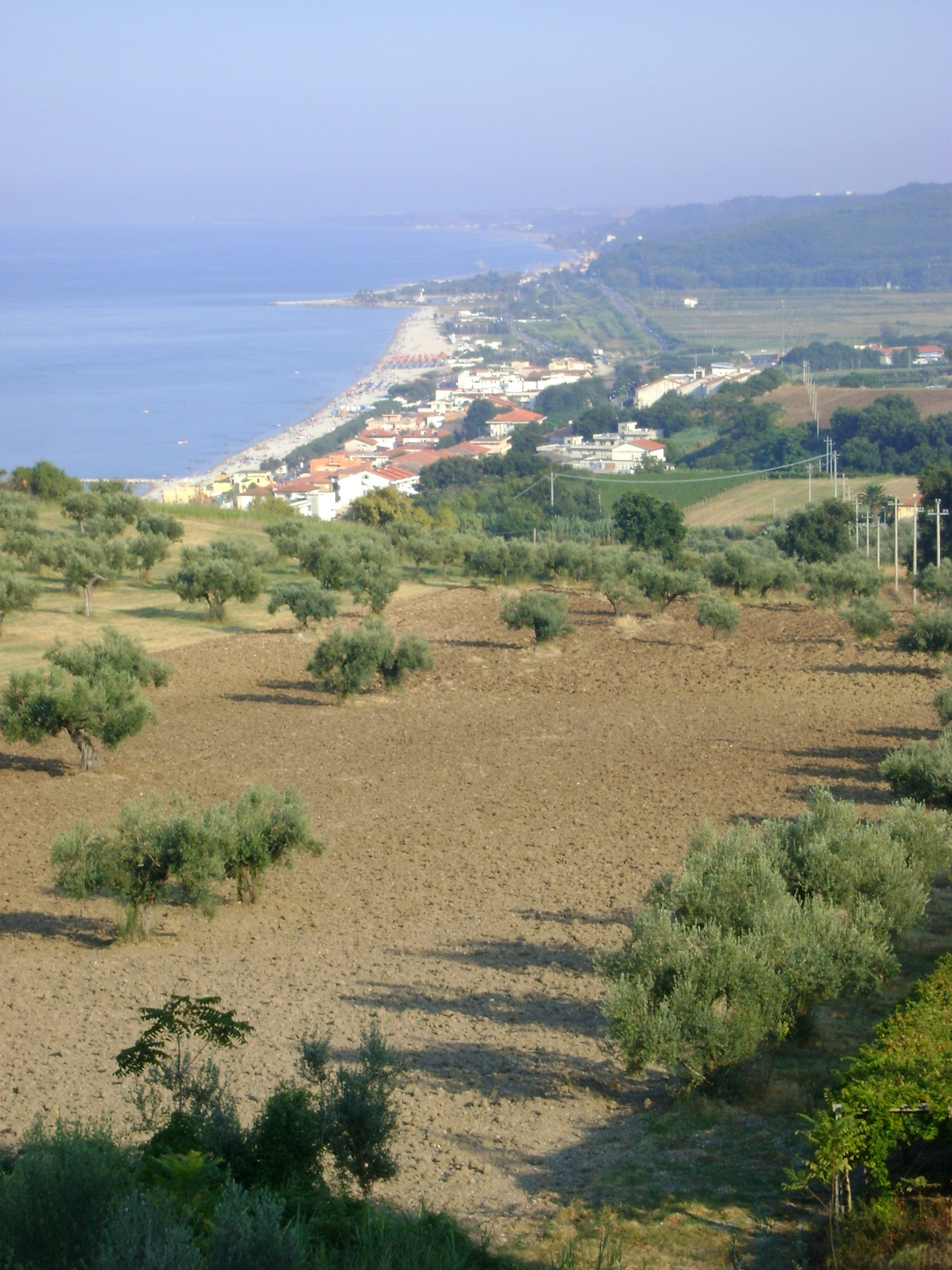
Vue de Fossacesia Marina depuis le belvédère

Le belvédère de l'abbaye se rejoint en longeant les absides. On y trouve un point de vue sur la mer, le petit potager des moines avec un olivier séculaire datant du XIIe siècle, qui s'est asséché en 2015. Le belvédère est situé sur un éperon de tuf, à la fin d'une petite allée de sapins méditerranéens. Depuis la grille, il est possible d'admirer la côte des Trabocchi et le promontoire dannunziano au nord, ainsi que la Marina de Fossacesia et la plage de Casalbordino au sud.
La Fontaine de Vénus se trouve peu après le potager des moines, le long de la route qui mène de l'abbaye à la Marina de Fossacesia. Selon certains, elle aurait des origines romaines, et elle fut certainement utilisée dès le départ par les Bénédictins pour puiser l'eau du potager. Elle fut restaurée au XVIIIe siècle, et elle se présente aujourd'hui avec un bassin rectangulaire et un bloc d'où jaillissent les fontaines. Toutefois, en 2019, la municipalité a présenté un projet pour la restauration du site, qui a été rendu au public en mars 2023.

## Dans la fiction
L'abbaye est le théâtre de plusieurs chapitres du roman historique L'Oracle della Luna, de Frédéric Lenoir, publié en 2006, et dont l'action se déroule au XVIe siècle. L'abbaye apparaît également dans plusieurs des cinq volumes de la bande dessinée homonyme, adaptée du roman (scénario de Frédéric Lenoir et dessins de Griffo), publiés de 2012 à 2018.